# Heteropalpoides aberrans
Heteropalpoides aberrans är en skalbaggsart som beskrevs av Fisher 1935. Heteropalpoides aberrans ingår i släktet Heteropalpoides och familjen långhorningar. Inga underarter finns listade i Catalogue of Life.